# ذبابة العنكبوت
ذبابة العنكبوت (الاسم العلمي: Rhagoletis)، جنس حشرات ذبابية من رتبة ذوات الجناحين وفصيلة ذبابة الفاكهة. تضم حوالي 70 نوعًا.